# Crash Bandicoot Nitro Kart 3D
Crash Bandicoot Nitro Kart 3D é um jogo de corrida de Crash Bandicoot. Foi lançado para Celular, N-Gage e Zeebo.

## História
Yaya Panda é uma garota que vive na Floresta de Bambu. Tudo estava bem, até quando Nitros Óxido ameaçou destruir sua floresta. Ela pediu para Crash ajuda-lá.Crash e os outros tem que desafiar Nitros para as corridas até que ele volte para o Planeta Gasmóxia.

## Jogabilidade
A jogabilidade é muito similar a Crash Team Racing, é possível usar turbos, quebrar caixas para pegar armas e coletar letras C, R, A, S e H
Todos os carros e pistas são iguais aos de Crash Tag Team Racing, sendo que as armas e os controles são iguais ao de Crash Team Racing.

## Personagens
1. Crash Bandicoot
2. Neo Cortex
3. Yaya Panda
4. Coco Bandicoot
5. Ripper Roo
6. Nitros Oxide

## Recepção
Levi Bucharan da IGN deu ao jogo a nota 7.5 de 10, e o elogiou, dizendo que esse é "o melhor jogo de corrida da App Store neste momento", e observou que o jogo tem "controles precisos" e "muitas pistas para desbloquear".
Em abril de 2009, foi o programa pago mais vendido da App Store.